# Günther Willms

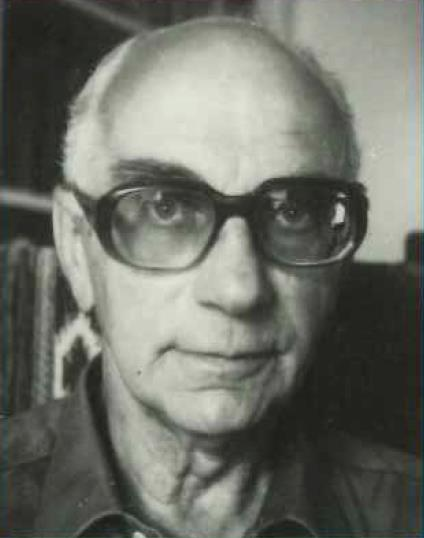
Porträtfoto von Günther Willms, entstanden vermutlich in den 1980er-Jahren

Günther Willms (* 25. Februar 1912 in Duisburg; † 3. Oktober 1998 in Spessart) war ein deutscher Jurist. Er war von 1953 bis 1980 Richter am Bundesgerichtshof.

## Eltern und Geschwister
Die Eltern von Günter Willms waren Johannes Eduard Willms (1876–1947) und Agnes Rietkötter (1877–1948). Johannes Eduard Willms studierte Englisch und Französisch an den Universitäten Münster und Marburg und schloss das Studium 1902 mit Staatsexamen und Promotion ab.
Am 20. Oktober 1903 heirateten die Eltern von Günther Willms. Sie bekamen zwei Kinder: Eduard Willms (* 28. Juli 1904 in Gelsenkirchen; † 22. Februar 1938) und Günther Willms.

## Leben

### Jugend und Ausbildung
Das familiäre Umfeld von Günther Willms war katholisch geprägt. Von Kindheit an war er in der Jugendbewegung aktiv, zunächst im Wandervogel. Später folgten Aktivitäten im Bund Neudeutschland, im Bund Quickborn und bei den Normannsteinern.
Willms wurde im Jahre 1918 eingeschult und besuchte zunächst die Seminarschule des Lehrerseminars in Fulda. 1923 wechselte er auf das Fuldaer Domgymnasium, an dem sein Vater lehrte. Dort erlangte er Ostern 1930 das Abitur. In der Übergangszeit bis zum Beginn des Studiums absolvierte er nach eigenen Angaben ein unbezahltes Volontariat in der Fuldaer Filiale der Dresdner Bank.
1930 begann Günther Willms an der Universität München ein rechtswissenschaftliches Studium. Während seiner dortigen Zeit war er nach eigenen Angaben im Sozialistischen Deutschen Studentenbund aktiv.
Zum Sommersemester 1931 wechselte er an die Universität Bonn, ging jedoch schon bald darauf an die Universität Frankfurt am Main. Dort trat er der katholischen Studentenverbindung K.St.V. Frankonia-Straßburg im KV bei.
Beendet wurde das Jura-Studium von ihm schließlich an der Universität Marburg, wohin er 1932 gewechselt war. Am 25. November 1933 bestand er das erste juristische Staatsexamen mit der Note „befriedigend“.
Anschließend absolvierte er die Referendarausbildung im Bezirk des Oberlandesgerichtes Kassel und bestand auch das zweite juristische Staatsexamen.
Im Jahre 1938 wurde er von der Universität Marburg mit der Note „magna cum laude“ zum Dr. jur. promoviert. Seine Dissertation hat eine arbeitsrechtliche Thematik zum Gegenstand.
In den Monaten vor dem Beginn des Zweiten Weltkriegs war Willms in Kassel, Fulda, Hanau und Aschaffenburg als Gerichtsassessor tätig.

### Soldat und Kriegsgefangenschaft
Er wurde gemäß einem anonymen Autor sofort mit Beginn des Zweiten Weltkrieges zum Wehrdienst einberufen und war als Reserveoffizier durchgehend an der Front eingesetzt. Zuletzt bekleidete er den Rang eines Hauptmanns und war Generalstabsoffizier (la) eines Artillerie-Kommandeurs in der Ardennenoffensive. Gegen Kriegsende geriet er in US-amerikanische Kriegsgefangenschaft, aus der er 1946 entlassen wurde.

### Richterliche Tätigkeit

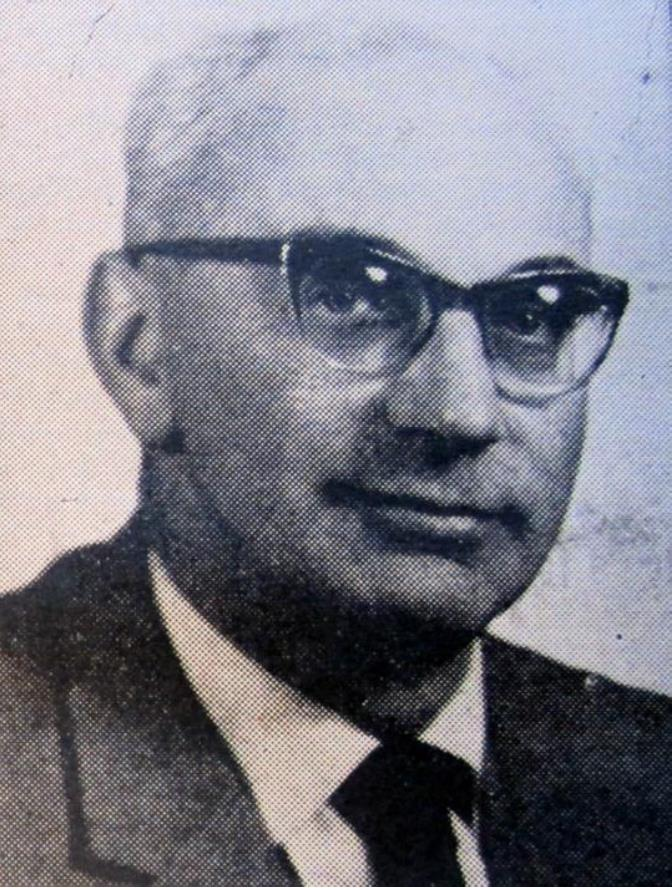
Günther Willms

Nach der Entlassung aus der Kriegsgefangenschaft nahm er die ihm bereits 1941 formal zugeteilte Stelle eines Amtsgerichtsrates am Amtsgericht Arnstein/Unterfranken ein. Es folgte ein Abordnung an das Oberlandesgericht Bamberg. Am 1. Oktober 1951 wurde er Präsidialrichter beim Bundesverfassungsgericht, zunächst als Oberregierungsrat und dann als Regierungsdirektor. Konkret wirkte er dort als persönlicher Referent des ersten Präsidenten des Bundesverfassungsgerichts Hermann Höpker-Aschoff. Gleichzeitig war er der erste Pressereferent des Bundesverfassungsgerichts.
Am 13. Juni 1953 wurde er zum Bundesrichter am Bundesgerichtshof ernannt. Beim Bundesgerichtshof war er vorwiegend als Strafrichter eingesetzt, zunächst im 2. Strafsenat, dann insbesondere im 6. Strafsenat, der nach seiner zwischenzeitlichen Auflösung im Jahre 1956 im 3. Strafsenat fortgeführt wurde, ab 1959 dann im 1. und 4. Strafsenat und schließlich von 1966 an bis zu seiner Pensionierung am 28. Februar 1980 wieder im 2. Strafsenat, ab 1. Januar 1967 als stellvertretender Vorsitzender. Willms’ 2. Strafsenat war es, der 1969 erstmals entschied, dass Sitzblockaden als Nötigung strafbar sein können. Daneben war Willms lange Jahre Mitglied des Großen Senats für Strafsachen und des Gemeinsamen Senats der obersten Gerichtshöfe des Bundes. Von Anfang 1955 bis Ende 1964 war er zudem Leiter der Pressestelle des Bundesgerichtshofs. Bei seiner Pensionierung war er das dienstälteste Mitglied des Bundesgerichtshofes.

### Mitgliedschaften und ehrenamtliches Engagement
Günther Willms war Mitbegründer des bayerischen Richtervereins und lange Jahre im Vorstand des Vereins der Bundesrichter. Von 1971 bis 1978 war er Vorsitzender der Strafrechtskommission des Deutschen Richterbundes. Weiter war er Gründer und einige Jahre lang Vorsitzender des Landesarbeitskreises christlich-demokratischer Juristen in Baden-Württemberg. Zudem wurde er in die Kommission für Hessische Geschichte berufen und wirkte bei der Gründung eines Zentrums für Handwerk und Denkmalpflege mit.

### Ehefrau und Kinder
Günter Willms heiratete im Herbst des Jahres 1938 die damals 21-jährige Anna Ungermann, welche er nach eigenen Angaben 1932 erstmals getroffen hatte. Die kirchliche Trauung erfolgte durch den Pfarrer von Bad Orb, Alfons Maria Lins. Aus der Ehe gingen zwei Töchter und ein Sohn hervor: Annemarie Willms, Johanna Willms und Johannes Willms.

### Publizistische Tätigkeit

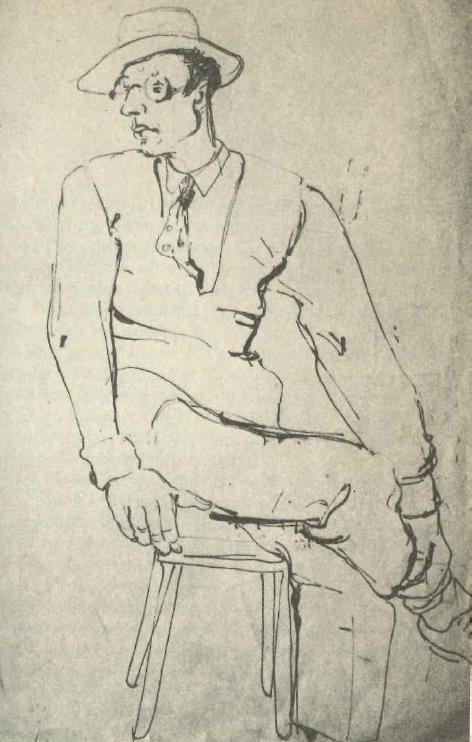
Porträtzeichnung von Robert Pudlich aus dem Jahre 1931

Willms entwickelte frühzeitig eine publizistische Neigung. Während seiner Schulzeit verfasste er Artikel für die Fuldaer Zeitung, insbesondere Filmkritiken, Fahrtenberichte, lokalhistorische Schilderungen und Gedichte. Später schrieb er außerdem für die Kölnische Volkszeitung und die Frankfurter Zeitung, für letztere dabei häufig gemeinsam mit seinem Schulfreund Fritz Maubach unter dem Pseudonym Caspar Reiserecht.
Beiträge verfasste er außerdem für die  im Zeitraum von Oktober 1931 bis 1933 erschienenen Werkhefte junger Katholiken. Für diese war er in deren Endphase auch als Redakteur tätig, bis ihm dies durch seine Streichung von der vorläufigen Schriftleiterliste unmöglich gemacht worden sei.
Auch nach dem Zweiten Weltkrieg war er publizistisch tätig, wobei er sein Themenspektrum um juristische und (rechts-)politische Bereiche erweiterte. Er veröffentlichte Beiträge in verschiedenen juristischen Fachzeitschriften sowie in der Frankfurter Allgemeinen Zeitung, der Main-Post, der Schwäbischen Zeitung, den Badischen Neuesten Nachrichten, dem Rheinischen Merkur, den Frankfurter Heften, der Gegenwart, der Bauernschaft und Europa vorn.

### Politische Präferenzen und Positionen
Zur Beschreibung seiner politischen Grundhaltung während der letzten Jahre der Weimarer Republik bediente sich Günther Willms in seiner Jugendbiographie der bekannten Worte des Zentrumspolitikers und damaligen Reichskanzlers Joseph Wirth, welcher in der Reichstagssitzung vom 24. Juni 1922 gesagt hatte: „Der Feind steht rechts!“. An gleicher Stelle bekannte sich Günther Willms dazu, damals Sympathien „nach der anderen Seite“, also gegenüber der politischen Linken, gehegt zu haben. Bei der Reichspräsidentenwahl 1932 habe er Hindenburg seine Stimme gegeben, denn dieser sei gegenüber Hitler als das „geringste Übel“ erschienen. Bei den beiden Reichstagswahlen des Jahres 1932 habe er jeweils das Zentrum gewählt und bei der letzten Reichstagswahl am 5. März 1933 dann die SPD.

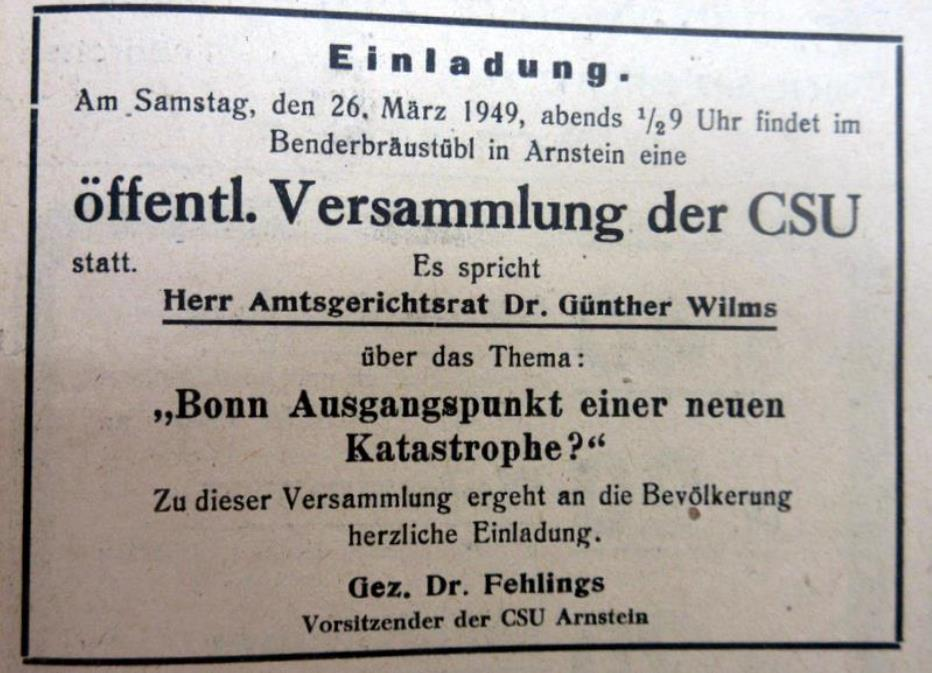
Einladung zu einer CSU-Veranstaltung mit Günther Willms aus dem Jahre 1949

Im Jahre 1949 trat er bei einer CSU-Veranstaltung auf (vgl. dazu das Bild des Veranstaltungsplakats).
Willms sprach sich für die Todesstrafe aus, was er damit begründete, dass diese „staatsrechtliche Bedeutung von hohem Rang“ besitze, und bezeichnete deren „Preisgabe durch den Staat“ als einen „Akt der Selbstverstümmelung“. Das „Monopol der Todesdrohung in Staatshand“ sei ein „zivilisatorischer Fortschritt“ gewesen.
Er beteiligte sich ferner an der Debatte über die Frage, ob es dem ostdeutschen Rechtsanwalt Friedrich Karl Kaul gestattet sein sollte, vor westdeutschen Gerichten aufzutreten. Dabei widersprach er dem dies befürwortenden damaligen Bundestagsabgeordneten (und späteren Bundesjustizminister und Bundespräsident) Gustav Heinemann mit dem Argument, dass westdeutschen Rechtsanwälten auch nicht erlaubt sei, in Ostdeutschland vor Gericht aufzutreten.
Im Zusammenhang mit einer 1969 eingebrachten Gesetzesinitiative, welche darauf abzielte, die Verjährung für Mord und Völkermord abzuschaffen, was vor allem mit der drohenden Verjährung entsprechender Taten während des Nationalsozialismus begründet wurde, kam Günther Willms zu der Einschätzung, dass ein solches Vorgehen gegen das Rechtsstaatsprinzip verstoßen würde.
Dem in der Nachkriegszeit zu verzeichnenden starken Anstieg der Abiturienten- und Studentenzahlen stand er kritisch gegenüber.
Er war ein Befürworter des sogenannten Radikalenerlasses.
Dass im Nachgang zu der Entscheidung des Bundesverfassungsgerichts vom 10. Januar 1995 (Az. 1 BvR 718/98), durch welche die Anwendung des Nötigungsparagraphen (= § 240 StGB) auf Sitzblockaden untersagt wurde, zahlreiche rechtskräftig abgeschlossene Verfahren von der Justiz wiederaufgenommen wurden und sodann zu Freisprüchen führten, bezeichnete Günther Willms 1996 als einen „Justizskandal neuer Art“.
Die staatliche Finanzierung von rechtlich missbilligten Schwangerschaftsabbrüchen verglich er mit der Judenvernichtung im dritten Reich.
Des Weiteren beschäftigte er sich mit der schwarz-weiß-roten Flagge des Kaiserreiches. Diese sei als „Zeichen einer unverlierbar zum Leben der Nation gehörenden Epoche, aber eben einer vergangenen Epoche zu achten, der wir im gewonnenen Abstand nicht ohne jegliches Wohlwollen begegnen“ könnten. Es handele sich um das „Schlußstück einer abgeschlossenen Tradition, die niemanden stören“ könne.

In einer weiteren Publikation setzte er sich 1985 mit dem Thema Einwanderung auseinander, unter anderem mit folgenden Aussagen:

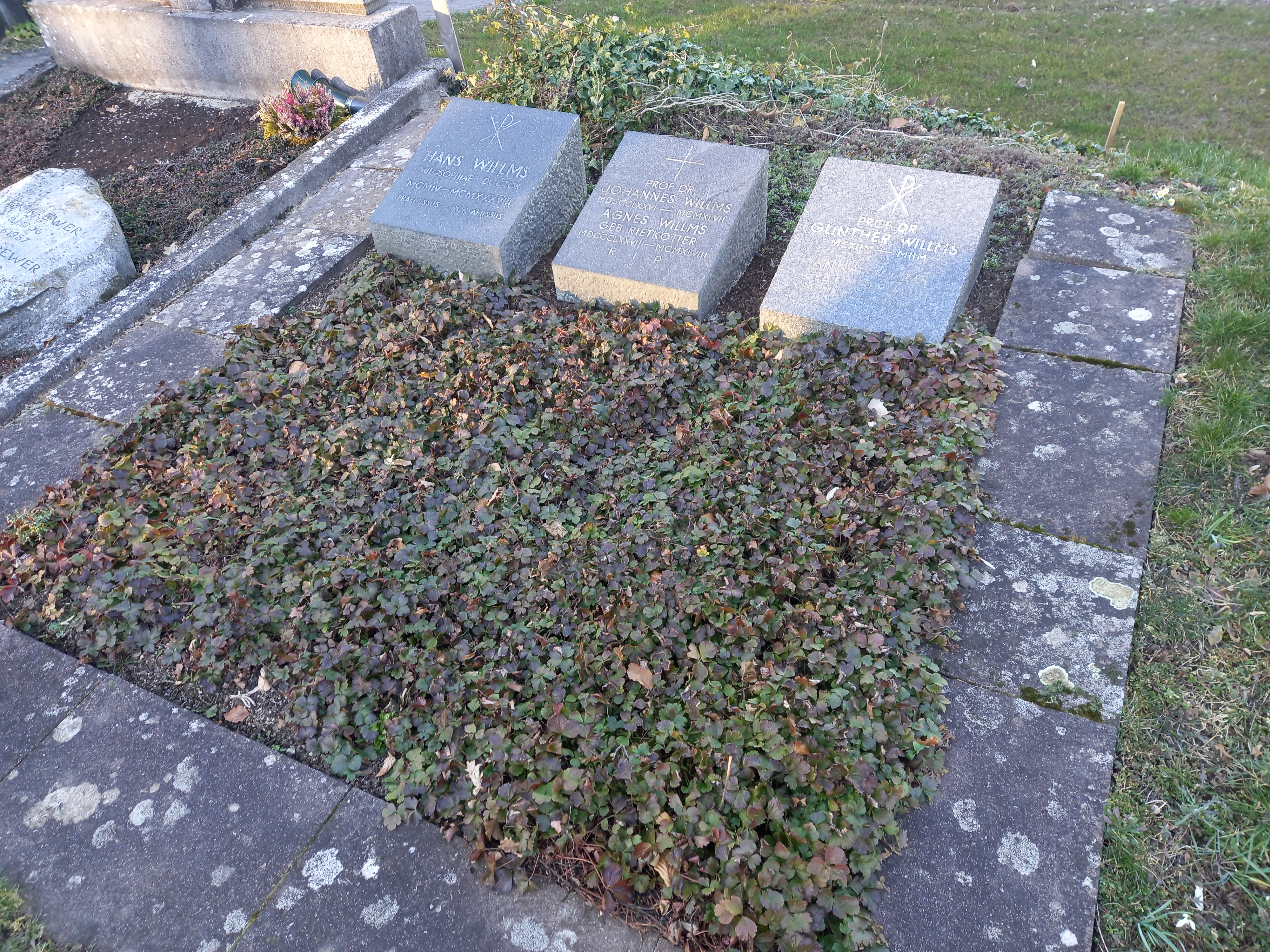
Das Grab von Günther Willms (rechter Stein) im Familiengrab auf dem Friedhof Frauenberg in Fulda

„Die auf Dauer angelegte Vermehrung der in der Bundesrepublik lebenden Ausländer von schon jetzt viereinhalb Millionen bedeutet mit dem ihrer Zahl entsprechenden Verbrauch an Energie ein Mehr an Kraftwerken und zugleich erhöhte Umweltbelastung durch auch auf anderem Weg anfallende Schadstoffe. Daß umweltfreundliches Verhalten gewisser Ausländergruppen besonders zu wünschen übrig läßt, mag dabei ebenso wie der hohe Anteil an der Kriminalität nur am Rande vermerkt sein. (...) Im Ergebnis hat es ein von den Massenmedien geförderter Trend geschafft, daß der Grundsatz: die Bundesrepublik Deutschland ist kein Einwanderungsland, der einmal Allgemeingut war und von allen politischen Parteien vertreten wurde, zu einem Lippenbekenntnis verblaßt und auch in dieser Form nur noch selten zu hören ist. Natürlich hat auch der Zeitablauf seinen Teil beigetragen. Die erste Strophe des Deutschlandliedes, welche die früher einmal gültigen Markierungen des geschlossenen deutschen Siedlungsraumes umschrieb, ist zu einer verhohlenen und aus dem Bewußtsein der Nachkriegsgeneration getilgten Reminiszenz verflüchtigt. Welcher junge Deutsche hat noch eine greifbare Vorstellung davon, wie sehr das von deutscher Zunge in Europa bewohnte Gebiet geschrumpft ist! (...) Aber das alles ändert nichts an der Tatsache, daß Raum und Ressourcen unseres Landes bis an die Grenzen der Leistungsfähigkeit ausgeschöpft sind und daß diese Enge mit dem Anwachsen ökologischer Belastungen besonders fühlbar geworden ist. Leisten wir nicht genug, wenn wir immer noch für deutsche Landsleute Platz machen, die aus dem Osten und Südosten Europas zu uns finden? Was um Himmels willen sind die Ursachen und Motive, die hinter den mit so viel Doppelsinn und List  verfolgten Bestrebungen stecken, welche nicht nur den jetzigen hohen Ausländeranteil an der Wohnbevölkerungs stabilisieren, sondern für den weiteren Zuzug sorgen wollen? Dem Nachgrübelnden fällt hierzu ein, daß sicher die verhängnisvolle Neigung der Deutschen, mit Perfektion von einem Extrems in andere zu fallen, eine wichtige Rolle spielt. Mit einer übertriebenen Nachgiebigkeit gegenüber den Menschen eines fremden Kulturkreises, die den sozialen Nöten des eigenen Landes ausweichen und an den sozialen Errungenschaften teilhaben wollen, die bei uns (was auch einmal gesagt werden muß) auf dem Fundament harter und entbehrungsreicher Arbeit vieler Generationen möglich geworden sind, soll nun die Absage an die unmenschliche, fremdenfeindliche Praxis der Hitlerzeit besonders nachdrücklich betont werden. Daneben paßt vielleich die Ansammlung der Ausländermasse in der Bundesrepublik (wie vor Jahrzehnten die Millionenaustreibung von Deutschen aus dem Osten als erwünschtes Element der Dekomposition denen in ihre Rechnung, die schon jede harmlose nostalgische Folklore der Vertriebenen-Landsmannschaften und jede Erwähnung völkerrechtlich gewahrter Rechtspositionen als Revanchismus denunzieren.“

## Auszeichnungen
- Eisernes Kreuz erster und zweiter Klasse sowie Verwundetenabzeichen.[42]
- Verleihung des Professorentitels durch die Landesregierung von Baden-Württemberg im Jahre 1972[26] zu seinem 60. Geburtstag[15] für sein „besonderes Bemühen“ um die „institutionelle Sicherung der freiheitlichen Demokratie“.[29]

## Veröffentlichungen unter eigenem Namen (Auswahl)
- Die Beschränkung der Prozessvertretung bei den Arbeitsgerichten und die Wandlungen in der Begründung dieser Maßnahme. Universität Marburg, Dissertation 1939.
- Aufgabe und Verantwortung der politischen Parteien. C. F. Müller, Karlsruhe 1958.
- Staatsschutz im Geiste der Verfassung. Athenäum, Frankfurt am Main / Bonn 1962.
- Zur Reform der Strafvorschriften über den Landesverrat. In: Der Staat. 2 (1963), S. 213–225.
- Der strafrechtliche Staatsschutz nach dem neuen Vereinsgesetz. In: Juristenzeitung. 1965, S. 86–92.
- Wesen und Grenzen des Freibeweises. In: Ehrengabe für Bruno Heusinger. 1968, S. 393–412.
- als Mitherausgeber: Leipziger Kommentar zum Strafgesetzbuch. 9. Auflage. De Gruyter, Berlin 1970 ff.
- Das Staatsschutzkonzept des Grundgesetzes und seine Bewährung. C. F. Müller, Karlsruhe 1974, ISBN 978-3-7880-0049-3.
- Sachrüge und erweiterte Revision. In: Juristische Rundschau. 1975, S. 52–55.
- Zur Verfassungsgarantie der richterlichen Wahrheitsfindung. In: Hans-Heinrich Jescheck,  Hans Lüttger (Hrsg.): Festschrift für Eduard Dreher zum 70. Geburtstag am 29. April 1977. Walter de Gruyter, Berlin / New York 1977, S. 137–144.
- 100 Jahre Löwe-Rosenberg. In: Juristische Rundschau. 1978, S. 485–489.
- als Mitherausgeber: Leipziger Kommentar zum Strafgesetzbuch. 10. Auflage. De Gruyter, Berlin 1978 ff.
- Souveränität und Menschlichkeit. In: Juristische Rundschau. 1981, S. 315–316.
- Fulda. Jahreszeiten und Jahrhunderte. 5. Auflage. Parzeller, Fulda 1982, ISBN 978-3-7900-0113-6.
- Die Stellungnahme von Anton Alfred Henneka – Zum Beschluss des Bundesverfassungsgerichts vom 8. Dezember 1952. In: Juristische Rundschau. 1985, S. 89–93.
- Geträumte Republik. Jugend zwischen Kaiserreich und Machtergreifung. Herder, Freiburg im Breisgau 1985, ISBN 978-3-451-08228-3.
- Gedanken zur Ausländerfrage. In: Die Bauernschaft. Nr. 3, September 1985, S. 21–24.
- Zur strafrechtlichen Absicherung von Organisationsverboten. In: Wilfried Küper, Ingeborg Puppe, Jörg Teckhoff (Hrsg.): Festschrift für Karl Lackner zum 70. Geburtstag am 18. Februar 1987. De Gruyter, 1987, ISBN 978-3-11-010461-5, S. 471–480.
- Unsere Rhön. Weite und Kleinodien. 2., neu gestaltete Auflage. Parzeller, Fulda 1989, ISBN 978-3-7900-0183-9.
- Ein Justizskandal neuer Art. Wiederaufnahme von Sitzblockade-Verfahren auf ministerielle Weisung. In: Frankfurter Allgemeine Zeitung. 14. August 1996, S. 8.

## Veröffentlichungen unter dem Pseudonym Caspar Reiserecht
- Fulda: die einzigartige Barockstadt. Parzeller, Fulda 1950.
- Rhön von allen Seiten. Parzeller, Fulda 1951.
- mit Fritz Maubach: Konviktoristen – Friedliche Satire. Parzeller, Fulda 1972, ISBN 978-3-7900-0008-5 (verfasst 1937[22]).

## Veröffentlichungen unter dem Pseudonym Wendelin Weiler
- mit Fritz Maubach: Diometh oder das Land der Griechen. In: Frankfurter Zeitung, 3. Oktober 1937.[43]